# Championnat de Grèce de football 2009-2010
Navigation
Saison précédente Saison suivante
La saison 2009-2010 du Championnat de Grèce de football est la 62e édition de la première division grecque.
Lors de cette saison, l'Olympiakos, tenant du titre depuis 5 saisons, va tenter de conserver une nouvelle fois son titre de champion de Grèce face aux quinze meilleurs clubs grecs lors d'une série de matchs se déroulant sur toute l'année. Les seize clubs participants au championnat sont confrontés à deux reprises aux quinze autres. 

## Qualifications en Coupe d'Europe
À l'issue de la saison, le club champion se qualifie pour la Ligue des champions 2010-2011, alors que le club classé 2edispute les playoffs de la Ligue des champions 2010-2011.Enfin, le club qui finit à la 3e place de cette poule de playoffs se qualifie pour le 2e tour préliminaire de la Ligue Europa 2010-2011.

## Les 16 participants
| Club                    | Classement en 2008-09 | Stade                      | Capacité | Ville      |
| ----------------------- | --------------------- | -------------------------- | -------- | ---------- |
| AEK Athènes             | 3                     | Stade olympique d'Athènes  | 71 030   | Athènes    |
| Aris Salonique          | 6                     | Stade Kleanthis Vikelidis  | 22 800   | Salonique  |
| PAE Asteras Tripolis    | 12                    | Stade Asteras Tripolis     | 6 200    | Tripoli    |
| Atromitos FC            | Beta Ethniki          | Stade Peristeri            | 10 200   | Peristeri  |
| PAE Ergotelis Héraklion | 9                     | Stade Pankritio            | 26 240   | Heraklion  |
| PAS Giannina            | Beta Ethniki          | Stade Zosimades            | 7 500    | Ioannina   |
| Iraklis Salonique       | 10                    | Stade Kaftantzoglio        | 27 770   | Salonique  |
| AO Kavala               | Beta Ethniki          | Stade de Kavala            | 12 500   | Kavala     |
| AEL Larissa             | 5                     | Stade Alkazar              | 13 108   | Larissa    |
| APO Levadiakos          | 13                    | Stade municipal de Levadia | 8 000    | Livadiá    |
| Olympiakos              | 1                     | Stade Karaiskaki           | 33 334   | (Le Pirée) |
| Panathinaïkos           | 2                     | Stade olympique d'Athènes  | 71 030   | Athènes    |
| Panionios               | 8                     | Stade Nea Smyrni           | 11 700   | Athènes    |
| Panthrakikos FC         | 11                    | Stade Komotini             | 4 800    | Komotini   |
| PAOK Salonique          | 4                     | Stade de Toúmba            | 28 701   | Salonique  |
| Skoda Xanthi            | 7                     | Skoda Xanthi Arena         | 7 361    | Xanthi     |

## Compétition

### Classement
Le barème de points servant à établir le classement se décompose ainsi :
- Victoire : 3 points
- Match nul : 1 point
- Défaite, forfait ou abandon du match : 0 point

| Rang | Équipe                  | Pts | J  | G  | N  | P  | Bp | Bc | Diff |
| ---- | ----------------------- | --- | -- | -- | -- | -- | -- | -- | ---- |
| 1    | Panathinaikos (C)       | 70  | 30 | 22 | 4  | 4  | 54 | 17 | +37  |
| 2    | Olympiakos (T)          | 64  | 30 | 19 | 7  | 4  | 47 | 18 | +29  |
| 3    | PAOK Salonique          | 62  | 30 | 19 | 5  | 6  | 41 | 16 | +25  |
| 4    | AEK Athènes             | 53  | 30 | 15 | 8  | 7  | 43 | 31 | +12  |
| 5    | Aris Salonique          | 46  | 30 | 12 | 10 | 8  | 35 | 28 | +7   |
| 6    | Kavala (P)              | 39  | 30 | 10 | 9  | 12 | 31 | 32 | -1   |
| 7    | Atromitos FC            | 38  | 30 | 10 | 8  | 12 | 34 | 36 | -2   |
| 8    | Panionios Athènes       | 37  | 30 | 9  | 10 | 11 | 34 | 35 | -1   |
| 9    | Iraklis Salonique       | 37  | 30 | 10 | 7  | 13 | 39 | 41 | -2   |
| 10   | AEL Larissa             | 37  | 30 | 10 | 7  | 13 | 31 | 42 | -11  |
| 11   | PAE Ergotelis Heraklion | 36  | 30 | 9  | 9  | 12 | 37 | 41 | -4   |
| 12   | Asteras Tripolis (P)    | 36  | 30 | 10 | 6  | 14 | 29 | 36 | -7   |
| 13   | Skoda Xanthi            | 35  | 30 | 10 | 5  | 15 | 27 | 36 | -9   |
| 14   | APO Levadiakos          | 34  | 30 | 9  | 7  | 14 | 31 | 44 | -13  |
| 15   | PAS Giannina (P)        | 28  | 30 | 7  | 7  | 16 | 27 | 46 | -19  |
| 16   | Panthrakikos FC         | 12  | 30 | 3  | 3  | 24 | 21 | 62 | -41  |

| Légende : Qualifications et relégations | Légende : Qualifications et relégations                                                                        |
| --------------------------------------- | --- |
|                                         | Ligue des champions 2010-2011 (Phase de groupe)                                                                |
|                                         | Playoffs pour les autres places européennes                                                                    |
|                                         | Relégué en Beta Ethniki                                                                                        |
|                                         | (T) : Tenant du titre 2008-2009 (C) : Vainqueurs de la Coupe de Grèce de football (P) : Promus de Beta Ethniki |

## Statistiques

### Meilleurs buteurs
| # | Buteurs           | Clubs                 | Nb de Buts |
| - | ----------------- | --------------------- | ---------- |
| 1 | Djibril Cissé     | Panathinaikos         | 23         |
| 2 | Giorgos Barkoglou | APO Levadiakos        | 11         |
| 2 | Victoras Iacob    | Iraklis Thessalonique | 11         |
| 2 | Javier Campora    | Aris Salonique        | 11         |